# Последнее изгнание дьявола
«Последнее изгнание дьявола» (англ. The Last Exorcism) — малобюджетный фильм ужасов режиссёра Даниэля Штамма, снятый в жанре найденной плёнки. Премьера 16 августа 2010 года.

## Сюжет
Преподобный Коттон Маркус, священник Церкви Полного Евангелия в четвёртом поколении, живёт в Батон-Руже, штат Луизиана, вместе с женой и сыном-инвалидом. Показное изгнание демонов из одержимых — обычное дело для него. Но после известия о смерти от удушения, во время одного из таких «экзорцизмов», больного мальчика-аутиста, его вера слабеет. Он решает снять документальный фильм, разоблачающий экзорцизм, и отправляется по первому же письму с просьбой о помощи в этом деле. С ним вместе едут продюсер и режиссёр Райзен Ирис и оператор Дэниэл Московиц (Адам Гримс).
Они приезжают в дом Луиса Свитцера (Луис Хертум), человека, который утверждает, что его 16-летняя дочь Нелл (Эшли Белл) одержима. По пути они встречают её брата Калеба (Калеб Лэндри Джонс), советующего им развернуть машину и убираться отсюда. Маркус «готовится» к ритуалу: в ход идут записанные на портативный цифровой проигрыватель звуки демонов, крест, выпускающий дым, леска для тряски картин. После ритуала отец расплачивается с Коттоном. Он и съёмочная группа возвращаются домой. По пути они останавливаются в мотеле. Этой же ночью к Маркусу в одной ночной рубашке приходит Нелл и очень странно себя ведёт, смотрит в никуда и пытается соблазнить Ирис. Они отвозят её в больницу, где выясняется, что физически с ней всё в порядке. Утром за ней приезжает отец и отказывается от помощи «городских врачей», аргументируя это тем, что восемь врачей бились за жизнь его жены, но не продлили её ни на день, а психологи — не от Бога. Отец забирает её домой и сажает на цепь.
На следующий день съёмочная группа возвращается в дом Свитцеров. Нелл ударяет ножом Калеба по лицу, тот пишет Коттону записку, чтобы они не оставляли сестру с отцом наедине. Коттон уговаривает Луиса ехать с Калебом в больницу. Затем он отпиливает цепь Нелл. Ночью Нелл берет видеокамеру, идёт в сарай, убивает кошку, затем пытается убить Коттона. Коттон, Ирис и Дэниэл видят картинки, нарисованные Нелл — и на одной из них узнают себя, Коттон изображён в огне, Ирис изображена расчленённой, а Дэниэл — с отрубленной головой. Дэниэл сильно нервничает по этому поводу. Ирис прослушивает плёнку автоответчика, на которой содержится запись от доктора, который беспокоится за Нелл и её малыша. Коттон и Ирис думают, что Нелл стала жертвой инцеста. Приезжает Свитцер, берёт ружьё и пытается убить дочь, потому что раннее Маркус по глупости сказал ему, что единственный выход — смерть, дабы избавить бедную Нелл от страданий. Он утверждает, что она беременна от демона по имени Абалам. Коттон соглашается провести настоящий обряд экзорцизма. Они идут в сарай. Маркус пытается вызвать демона.
Демон появляется и начинает разговаривать с Маркусом. Он говорит, что оставит Нелл, если Коттон промолчит десять секунд и начинает ломать Нелл пальцы. Маркус просит его остановиться и проигрывает. Нелл предлагает сделать Маркусу минет, но говорит неправильно (насосать, в оригинале — «blowing job»). Маркус говорит, что демон не допустил бы такую ошибку, это ошибка истинной 16-летней девочки, которая почти и не выходит из дома. Демон не покидает Нелл. На следующий день Нелл рассказывает, что у неё был секс с парнем Логаном. Съёмочная группа решает возвращаться. На обратном пути они случайно проезжают кафе, где работает Логан. Парень утверждает, что он гей и девушки его не интересуют, да и видел он Нелл только раз дома у пастора Мэнли. Они опять возвращаются в дом Свитцеров. Видят страшную картину: на заднем дворе совершается сатанинский обряд, который возглавляет пастор Мэнли. Нелл лежит на столе. Её отец связан. Нелл рожает нечто и пастор Мэнли со словами: «Это тебе, о великий, Абалам», бросает существо в огонь. Из огня начинает появляться демон и Коттон с крестом идёт к огню. Ирис и Дэниэл спасаются бегством. Сатанисты убивают Ирис. Оператору Дэниэлу Калеб отрубает голову.

## В ролях
- Патрик Фабиан — Коттон Маркус
- Эшли Белл — Нелл Свитцер
- Ирис Бар — Райзен Ирис
- Луис Хертум — Луис Свитцер
- Калеб Лэндри Джонс — Калеб Свитцер
- Тони Бентли — Пастор Мэнли
- Джон Райт младший — Джон Маркус
- Бэкки Флай — Бэкки

## Критика
На вебсайте Rotten Tomatoes фильм имеет 72% свежести со средней оценкой 6.20/10 на основе 164 рецензий. Критический консенсус вебсайта гласит: «Он не полностью соответствует холодному обещанию своей предпосылки в стиле «Ведьмы из Блэр», но «Последнее изгнание дьявола» предлагает удивительное количество острых ощущений». На Metacritic рейтинг фильма составляет 63/100 на основе 31 рецензии, что соответствует статусу «В основном положительные отзывы».